# Antonio Montanti
Antonio Montanti detto Nino (Altofonte, 2 agosto 1928 – Trapani, 7 marzo 1983) è stato un politico italiano.

## Biografia
Giovanissimo, nel dopoguerra, fu fervente mazziniano. Segretario provinciale di Trapani della UIL, fu consigliere comunale e sindaco di Erice e consigliere comunale a Trapani, sempre per il PRI.
Fu eletto deputato alla Camera nel 1963 per il Partito Repubblicano Italiano nel collegio Sicilia occidentale
.
Negli anni '60 fondò il settimanale Trapani Nuova.
Nel 1968 fu rieletto a Montecitorio, e fu deputato segretario, dove restò fino al 1972. Nel 1969 fu presidente della Cestistica Edera Trapani. Nel 1973 fu nominato dalla Regione siciliana presidente dell'Ente acquedotti siciliani (EAS)  fino al 1976.
Nel 1976 è eletto deputato all'Assemblea regionale siciliana, e fu deputato questore fino al 1981.